# Bürglen (Uri)
Bürglen – miejscowość i gmina w Szwajcarii, w kantonie Uri. Leży nad rzeką Schächen.
Według legendy, miejscowość jest miejscem urodzenia Wilhelma Tella.

## Demografia
W Bürglen mieszka 3 909 osób. W 2021 roku 6,3% populacji gminy stanowiły osoby urodzone poza Szwajcarią. 

## Transport
Przez teren gminy przebiegają autostrada A2 oraz drogi główne nr 2 i nr 17.

## Ciekawostka
Gmina stała się też słynna na całą Szwajcarię, gdy miejscowy ksiądz pobłogosławił parę lesbijek w 2014. Przeciwko jego usunięciu protestowali mieszkańcy, a w ciągu krótkiego czasu zebrano ponad 3000 podpisów.